# Peggy Whitson
Peggy Whitson   (Mount Ayr, 9 de febrer de 1960), de nom complet Peggy Annette Whitson, és una científica bioquímica americana, astronauta de la NASA, i anterior Cap d'Astronautes de la NASA.

## Missions espacials

### Expedició 5

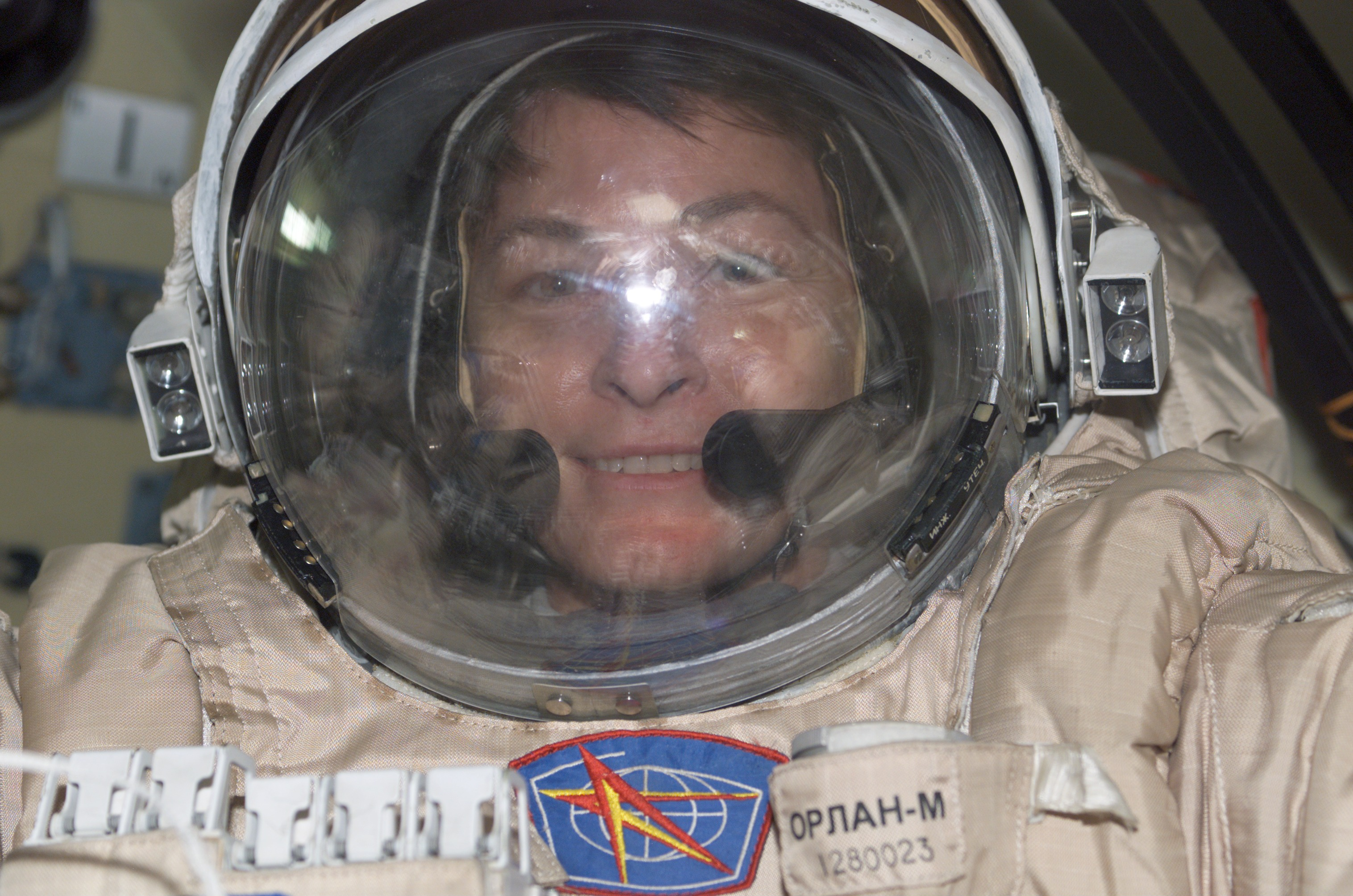
Peggy A. Whitson, enginyera de vol de l'Expedició 5 vestida amb un equip rus preparada per una activitat extra-vehicular (EVA). La passejada espacial va tenir lloc el 16 d'agost de 2002.

La seva primera missió espacial va ser el 2002, amb una estada ampliada a bord de l'Estació Espacial Internacional com a membre de l'Expedició 5.
Whitson va ser nomenada la primera Oficial de Ciència de NASA durant la seva estada, i va conduir 21 investigacions en ciències de vida humana i ciències de la microgravetat.
La tripulació de l'Expedició 5 va tornar a Terra a bord de la STS -113 el 7 de desembre de 2002. En completant el seu primer vol, Whitson va registrar 184 dies, 22 h i 14 min en l'espai.
El vol de la missió del Transbordador Espacial STS-120, comandada per l'astronauta Pam Melroy, va ser el primer cop que es troben dues comandantes en òrbita al mateix temps.

### Expedició 16
La seva segona missió va ser enlairada el 10 d'octubre de 2007, com la primera dona comandant de l'ISS amb l'Expedició 16. El 18 de desembre de 2007, durant el quart passeig espacial de l'Expedició 16 per inspeccionar el Solar Alpha Rotary Joint (SARJ) d'estribord del S4, l'equip de terra en el Control de Missió va informar a Whitson que es va convertir en la dona astronauta amb més temps acumulatiu d'EVAs de la història de la NASA, així com el major nombre d'EVAs, llavors realitzant-ne la seva cinquena.
Amb tres hores i 37 minuts de passeig espacial, Whitson va superar l'astronauta de la NASA Sunita Williams amb el temps total al punt de 29 hores i 18 minuts. En finalitzar el cinquè EVA de Whitson, també fou el 100è passeig en suport de construcció i manteniment de l'ISS, el temps d'EVA acumulatiu de Whitson fou de 32 hores, i 36 minuts, que la va col·locar en 20è lloc al temps d'EVA total. La seva sisena caminada espacial, també durant l'Expedició 16, va portar al seu torn un EVA acumulatiu de 39 hores, 46 minuts, que la va situar en el 23 de temps d'EVA total fins al novembre de 2009.
A questa missió, Expedició 16, es va llançar amb el Soiuz TMA-11 i hi va participar juntament amb Iuri Malenchenko i Yi Tan-yeon, tornant a la Terra el 19 d'abril de 2008. La reentrada va ser notable pel fracàs del mòdul de propulsió Soiuz per separar adequadament, i la posterior "reentrada atmosfèrica", que va sotmetre a la tripulació a una acceleració d'aproximadament vuit vegades la de la gravedad.
Amb les seves dues estades de llarga duració a bord de l'ISS, Whitson és la dona astronauta amb més experiència de la NASA, amb més de 376 dies a l'espai. També la col·loca en la vintena posició de tots els viatgers espacials.

### Expedició 50/51
El 19 de novembre de 2016 va arribar a l'Estació Espacial Internacional en el seu tercer viatge a l'espai i al febrer tornarà a ser comandant de l'Estació. En aquest moment ja té el rècord d'estada a l'espai d'una dona i amb aquesta nova missió de sis mesos Whitson és ja la dona de més edat a l'espai, on cumplirà els 57 anys. Quan acabi la missió haurà passat més temps a l'espai que qualsevol astronauta, home o dona, dels Estats Units superant el rècord de 534 dies establert per Jeff Williams.